# Deset malých černoušků
Deset malých černoušků (též A pak nezbyl žádný, v anglickém originále Ten Little Niggers a And Then There Were None) je detektivní román britské spisovatelky Agathy Christie poprvé vydaný v roce 1939. Patří mezi nejznámější díla svého žánru. Autorčina divadelní úprava se od roku 1943 hrála na desítkách světových jevišť. Román se také dočkal pěti filmových verzí a řady televizních adaptací.
Poprvé byl román publikován ve Velké Británii v roce 1939 pod titulem Ten Little Niggers, česky vyšel poprvé v roce 1988 pod názvem Deset malých černoušků. Pod tímto názvem vyšla česky všechna další románová vydání do roku 2017. V roce 2021 kniha vyšla česky poprvé jako A pak nezbyl žádný.

## Historie názvu
Po vydání ve Velké Británii v roce 1939 následovalo vydání v USA v roce 1940 pod odlišným názvem And Then There Were None, který je posledním veršem říkanky, podle níž se v knize vraždí. Některá vydání v angličtině a filmy byly uvedeny pod titulem Ten Little Indians. Od poloviny 80. let vychází britská i americká vydání pod tzv. politicky korektním názvem And Then There Were None.
Změny názvu měly vliv na text říkanky tematizované v románu a na výskyt příslušných figurek v ději, kdy černoušky nahrazovali indiánci, resp. vojáčci.
Změny názvu se týkají i překladů do jiných jazyků, včetně slovenštiny, v níž román vyšel v roce 1996 jako Desať malých černoškov, ale v roce 2010 poprvé jako A neostal ani jeden, tedy podle nyní používaného originálního titulu And Then There Were None.
Divadelní adaptace, kterou vytvořila Agatha Christie, je pod názvem A pak už tam nezbyl ani jeden v Česku uváděna od roku 2008, poprvé toto „přejmenování“ učinilo Moravské divadlo Olomouc (premiéra 4. 4. 2008). Týž název je použit i pro publikovanou verzi textu divadelní hry (v souboru Detektivní hry 2, 2018). Na divadelních scénách i v publikovaném textu ovšem se zachováním zmínek o černoušcích.
V prvním českém románovém vydání pod názvem A pak nezbyl žádný (2021) již nebyl děj zasazen na Černochův ostrov, ale na Vojákův ostrov, analogicky byla říkanka o vojáčcích a roli se zde objevily figurky vojáčků.
Česká média mimo uvedený kontext v září 2020 informovala – v reakci na rasové nepokoje v USA v roce 2020 –, že ve Francii román se souhlasem dědiců bude vydáván bez zmínky o černoušcích v názvu ani v textu.

## Filmová a televizní zpracování
V roce 1945 vznikl film And then there were none, jeho remake s názvem Deset malých černoušků pochází z roku 1965. Třetí verze vznikla pod názvem Až tam nezbyl žádný, pochází z roku 1974. Předposlední verze knihy se ujal tehdejší Sovětský svaz opět pod názvem Deset malých černoušků (Děsjať Něgriťat) a pochází z roku 1987. Dalším filmovým zpracováním je snímek Deset malých indiánů z roku 1989.
Na motivy románu vznikla i řada televizních zpracování. V roce 2015 vznikla třídílná britská televizní série, v ČR uvedena pod názvy Až tam nezbyl žádný, resp. Deset malých černoušků (v ČR uvedena jako dvojdílná). Následovala adaptace japonská a francouzská.

## Česká vydání
Kniha v češtině vyšla celkem 9krát:
- Deset malých černoušků (1988, Odeon)
- Deset malých černoušků (1995, Knižní klub, ISBN 80-7176-113-3)
- Deset malých černoušků (2005, Knižní klub, ISBN 80-242-1449-0)
- Deset malých černoušků (2009, Knižní klub, ISBN 978-80-242-2577-7)
- Deset malých černoušků (2016, Kalibr, ISBN 978-80-242-5542-2), e-kniha
- Deset malých černoušků (2016, Tympanum), audiokniha
- Deset malých černoušků (2017, Knižní klub, ISBN 978-80-242-5541-5)
- A pak nezbyl žádný (2021, Kalibr, ISBN 978-80-242-7754-7), e-kniha
- A pak nezbyl žádný (2021, Kalibr, ISBN 978-80-242-7753-0)

### Divadlo
Na českých scénách je hra uváděna od roku 1947 (Národní divadlo moravskoslezské, Jihočeské divadlo.)

## Děj románu
Děj románu je umístěn na ostrov, odehrává se na konci 30. let 20. století. Osm lidí z různých sociálních vrstev přijme pozvání od pána a paní N. Z. Namyových. Po příjezdu však hostitelé chybí a přítomna je jen obsluha, manželé Rogersovi, které najal anonymní muž.
Na úvodní večeři jsou všichni přítomní oslovení hlasem z nahrávky a hlas neznámého hostitele každého z nich obviní z vraždy, kterou v minulosti spáchali.
Anthony Marston zabil rychlou jízdou dvě děti.
Pan a paní Rogersovi nechali zemřít svou zaměstnavatelku bez léků, aby získali dědictví.
Generál John MacArthur poslal milence své ženy na sebevražednou misi během první světové války.
Emily Brentová propustila svou těhotnou služebnou a ta spáchala sebevraždu.
Soudce Lawrence Wargrave závěrečnou řečí poslal na smrt (ne)vinného Edwarda Setona.
Dr. Edward Armstrong provedl chirurgickou operaci v opilosti a zabil svého pacienta.
Inspektor William Blore křivě přísahal u obviněného bankovního lupiče, který pak zemřel ve vězení.
Phillip Lombard zanechal skupinu 21 domorodých bojovníků bez pomoci zemřít v africké buši.
Vera Claythornová dovolila Cyrilu Hamiltonovi, malému chlapci, plavat v moři a nechala ho utopit se, aby její milenec mohl získat dědictví, ten ji však opustil.
V duchu dětské písničky Deset malých černoušků, která je k dispozici na klavíru v salonu, pak hyne podivnou smrtí jedna osoba za druhou…
Na rozdíl od jiných autorčiných knih zde nevystupuje klasický detektiv, řešení se dozvíme až z nalezeného dopisu.